# Prwa makedonska fudbałska liga (2024/2025)
Prva makedonska fudbałska liga 2024/2025 33. edycja najwyższej klasy rozgrywkowej piłki nożnej w Macedonii Północnej.
Brało w niej udział 12 drużyn, które w okresie od 11 sierpnia 2024 do 18 maja 2025 rozegrały 33 kolejki meczów.
Sezon zakończył baraż o miejsce w przyszłym sezonie w Prvej makedonskej fudbałskiej ligi.
Tytuł mistrzowski bronił zespół Strugi. Mistrzem został zespół Szkendija Tetowo, dla którego był to 5. tytuł w historii.

## Drużyny
| Uczestnicy poprzedniej edycji                                                                                 | Uczestnicy poprzedniej edycji | Uczestnicy poprzedniej edycji | Uczestnicy poprzedniej edycji |
| --- | ----------------------------- | ----------------------------- | ----------------------------- |
| STR | FK Struga                     | 1                             |                               |
| ŠKT | Szkendija Tetowo              | 2                             |                               |
| SKU | KF Shkupi                     | 3                             |                               |
| TIK | Tikwesz Kawadarci             | 4                             |                               |
| SIL | Siłeks Kratowo                | 5                             |                               |
| GOS | Gostiwar                      | 6                             |                               |
| APB | AP Brera                      | 7                             |                               |
| RAB | Rabotniczki Skopje            | 8                             |                               |
| VOS | Voska Sport                   | 9                             |                               |
| po barażach                                                                                                   |                               |                               |                               |
| VAR | Wardar Skopje                 | 10                            |                               |
| Awans z Wtorej ligi                                                                                           |                               |                               |                               |
| BES | Besa Dobërdoll                | 1                             |                               |
| PEL | FK Pelister                   | 2                             |                               |
| Oznaczenia: - kolumna pierwsza – skróty nazw drużyn, - kolumna trzecia – miejsce zajęte w poprzednim sezonie. |                               |                               |                               |

## Tabela
| Lp. | Drużyna               | M  | Z  | R  | P  | B+ | B– | +/– | Pkt | Kwalifikacja lub spadek                        |
| --- | --------------------- | -- | -- | -- | -- | -- | -- | --- | --- | ---------------------------------------------- |
| 1   | Szkendija Tetowo (M)  | 33 | 20 | 10 | 3  | 59 | 30 | +29 | 70  | Liga Mistrzów UEFA • I runda kwalifikacyjna    |
| 2   | Siłeks Kratowo        | 33 | 19 | 10 | 4  | 57 | 19 | +38 | 67  | Liga Konferencji UEFA • I runda kwalifikacyjna |
| 3   | Rabotniczki Skopje    | 33 | 15 | 11 | 7  | 38 | 21 | +17 | 56  | Liga Konferencji UEFA • I runda kwalifikacyjna |
| 4   | Struga                | 33 | 13 | 12 | 8  | 41 | 37 | +4  | 51  |                                                |
| 5   | Wardar Skopje (P)     | 33 | 12 | 9  | 12 | 39 | 37 | +2  | 45  | Liga Konferencji UEFA • I runda kwalifikacyjna |
| 6   | Pelister Bitola       | 33 | 10 | 9  | 14 | 26 | 38 | −12 | 39  |                                                |
| 7   | Shkupi Skopje         | 33 | 10 | 8  | 15 | 47 | 47 | 0   | 38  |                                                |
| 8   | Tikwesz Kawadarci     | 33 | 7  | 13 | 13 | 25 | 33 | −8  | 34  |                                                |
| 9   | Brera Strumica        | 33 | 9  | 7  | 17 | 41 | 56 | −15 | 34  |                                                |
| 10  | Besa Dobërdoll (B, S) | 33 | 9  | 6  | 18 | 34 | 53 | −19 | 33  | Baraż o Prva Liga                              |
| 11  | Gostivar (W)          | 33 | 12 | 12 | 9  | 36 | 34 | +2  | 30  | [ ii ]                                         |
| 12  | Voska Sport (W)       | 33 | 5  | 7  | 21 | 25 | 63 | −38 | 4   | [ iv ]                                         |

1. ↑  Gostivar został ukarany odjęciem 9 punktów za opuszczenie boiska w meczu 29. kolejki (27 kwi) przeciwko Rabotniczki Skopje[1] i 9 za nierozegranie meczu rundy 30..
2. ↑  Gostivar wycofała się w proteście z udziału w rozgrywkach[2].
3. ↑  Voska Sport została ukarana odjęciem 9 punktów za opuszczenie boiska w meczu 28. kolejki (19 kwi) przeciwko Wardar Skopje[3] i 9 za nierozegranie meczu rundy 29.
4. ↑  Voska Sport wycofała się w proteście z udziału w rozgrywkach[4].

## Wyniki
| Gospodarz \ Gość   | BES | APB | GOS | PEL | RAB | SKË | SKU | SIL | STR | TIK | VAR | VOS | BES | APB | GOS | PEL | RAB | SKË | SKU | SIL | STR | TIK | VAR | VOS |
| ------------------ | --- | --- | --- | --- | --- | --- | --- | --- | --- | --- | --- | --- | --- | --- | --- | --- | --- | --- | --- | --- | --- | --- | --- | --- |
| Besa Dobërdoll     |     | 0–1 | 0–0 | 2–3 | 0–0 | 1–3 | 0–1 | 0–5 | 1–2 | 1–0 | 2–1 | 1–0 |     | 2–1 | 2–1 |     |     | 2–3 |     |     | 3–2 |     |     | 3–0 |
| Brera Strumica     | 3–2 |     | 0–1 | 4–0 | 1–3 | 0–2 | 1–2 | 0–1 | 1–1 | 0–0 | 3–1 | 1–1 |     |     |     |     | 3–2 |     | 4–3 | 0–2 |     |     | 0–2 | 3–0 |
| Gostivar           | 1–1 | 4–1 |     | 0–0 | 0–0 | 3–1 | 2–0 | 0–0 | 1–0 | 1–0 | 1–1 | 4–0 |     | 2–2 |     | 0–3 | 0–3 | 0–3 | 3–1 |     |     |     |     | 0–2 |
| Pelister Bitola    | 1–0 | 0–0 | 1–1 |     | 0–0 | 0–1 | 0–0 | 1–0 | 1–1 | 0–0 | 1–0 | 1–0 | 1–4 | 1–2 |     |     |     |     |     |     |     | 1–0 | 1–3 | 3–0 |
| Rabotniczki Skopje | 4–1 | 1–1 | 1–0 | 3–0 |     | 0–0 | 2–1 | 1–0 | 2–0 | 3–1 | 0–2 | 1–0 | 1–0 |     |     | 2–1 |     |     |     | 0–0 | 0–1 | 1–0 | 0–1 |     |
| Szkendija Tetowo   | 2–1 | 4–3 | 0–0 | 2–0 | 1–1 |     | 2–0 | 4–2 | 1–1 | 1–0 | 4–0 | 5–1 |     | 2–1 |     | 1–0 | 2–1 |     | 3–3 | 1–3 |     |     |     | 4–0 |
| Shkupi Skopje      | 1–1 | 3–1 | 0–1 | 3–1 | 2–0 | 1–1 |     | 0–2 | 3–1 | 3–1 | 3–0 | 3–3 | 2–3 |     |     | 0–1 | 0–0 |     |     | 1–2 |     | 1–1 | 0–2 |     |
| Siłeks Kratowo     | 2–0 | 4–0 | 1–2 | 1–0 | 1–1 | 0–0 | 2–1 |     | 3–1 | 1–1 | 1–0 | 4–1 | 5–0 |     | 3–0 | 0–0 |     |     |     |     | 0–0 | 1–1 | 1–1 |     |
| Struga             | 1–0 | 2–0 | 2–2 | 1–0 | 1–0 | 3–0 | 0–3 | 1–4 |     | 1–0 | 0–2 | 2–1 |     | 1–1 | 1–1 | 4–1 |     | 1–1 | 0–0 |     |     |     |     | 1–0 |
| Tikwesz Kawadarci  | 0–0 | 2–0 | 0–0 | 1–2 | 0–2 | 0–0 | 1–0 | 0–0 | 0–1 |     | 0–3 | 2–1 | 1–0 | 2–1 | 2–1 |     |     | 0–1 |     |     | 3–3 |     |     |     |
| Wardar Skopje      | 0–0 | 0–1 | 0–2 | 1–0 | 0–0 | 1–2 | 3–2 | 0–1 | 1–4 | 1–1 |     | 1–3 | 3–1 |     | 3–0 |     |     | 1–1 |     |     | 0–0 | 2–2 |     |     |
| Voska Sport        | 2–0 | 3–1 | 0–2 | 1–1 | 0–2 | 0–1 | 3–1 | 0–3 | 1–1 | 0–0 | 0–0 |     |     |     |     |     | 1–1 |     | 0–3 | 1–2 |     | 0–3 | 0–3 |     |

1. 1 2 3 4 5  Mecz rozstrzygnięty 3–0 z powodu wycofania się Voska Sport z ligi.
2. 1 2 3 4  Mecz rozstrzygnięty 3–0 z powodu wycofania się Gostiwar z ligi.
3. ↑  Mecz rozstrzygnięto wynikiem 0–3, ponieważ piłkarze Gostiwar opuścili boisko w 85. minucie, protestując przeciwko decyzji sędziego.
4. ↑  Mecz 6. kolejki (22 wrz) między Tikwesz Kawadarci a Wardar Skopje 
został zweryfikowany jako walkower 3-0 dla Wardar[8]. Wynik na boisku 0:1.
5. ↑  Mecz rozstrzygnięto wynikiem 0–3, ponieważ piłkarze Voska Sport opuścili boisko w 76. minucie, protestując przeciwko decyzji sędziego.

## Baraż o Prva Liga
Bashkimi trzecią drużyna Vtora liga wygrała 2-0 z  Besa Dobërdoll mecz o miejsce w Prwa liga na sezon 2025/2026.
| 25 maja 2025 | Besa Dobërdoll | 0:2   | Bashkimi                               |                                                         |
| 17:00 CEST   |                | (0:1) | 37' Hebib Saiti · 80' Filip Aleksovski | Stadion Miejski, Kawadarci Sędzia: Stojanche Trpchevski |

## Najlepsi strzelcy
| Bramki | Strzelcy           | Drużyna                        |
| ------ | ------------------ | ------------------------------ |
| 15     | Marko Gjorgjievski | Siłeks Kratowo                 |
| 15     | Besart Ibraimi     | Struga                         |
| 13     | Lanre Kehinde      | Struga                         |
| 12     | Adi Alić           | Siłeks Kratowo                 |
| 11     | Goran Zakarić      | Wardar Skopje                  |
| 9      | Martin Gjorgievski | Brera Strumica                 |
| 9      | Đorđe Ivković      | Brera Strumica                 |
| 9      | Remzifaik Selmani  | Besa Dobërdoll                 |
| 8      | Fiton Ademi        | Szkendija Tetowo               |
| 8      | Darko Dodev        | Siłeks Kratowo                 |
| 8      | Atdhe Mazari       | Rabotniczki Skopje             |
| 8      | Rogers Mato        | Brera Strumica / Wardar Skopje |

Źródło: 

## Stadiony
| Brera Strumica         |
| ---------------------- |
| Stadion Blagoj Istatov |
| 9 200                  |
|                        |

| Gostivar Besa Dobërdoll |
| ----------------------- |
| Stadion Miejski         |
| 3 000                   |
|                         |

| Pelister Bitola          |
| ------------------------ |
| Petar Miloševski Stadium |
| 9 100                    |
|                          |

| Rabotnički Skopje Wardar Skopje |
| ------------------------------- |
| Toše Proeski Arena              |
| 36 460                          |
|                                 |

| Shkëndija Tetovo |
| ---------------- |
| Ecolog Arena     |
| 15 000           |
|                  |

| Shkupi       |
| ------------ |
| Čair Stadium |
| 6 000        |
|              |

| Sileks Kratovo          |
| ----------------------- |
| Gradski Stadion Kratovo |
| 6 000                   |
|                         |

| Struga                |
| --------------------- |
| Gradska Plaža Stadium |
| 2 500                 |
|                       |

| Tikvesh Kavadarci         |
| ------------------------- |
| Gradski Stadion Kavadarci |
| 7 500                     |
|                           |

| Voska Sport              |
| ------------------------ |
| Stadion Biljanini Izwori |
| 4 500                    |
|                          |